# Clionidae
Clionidae este o familie de moluște din ordinul Opisthobranchia, subordinul Gymnosomata.
Arată ca niște îngeri care dau din aripi, de aici se trage și numele lor popular din limba engleză.
Sunt gelatinoși, și au cochilie doar în stadiul embrionic. Sunt foarte mici, de obicei 2,5 cm, cei mai mari (Clione limacina) atingând 5 cm. Se hrănesc, se pare, numai cu pteropodul din ordinul thecosomata specia spiratella (care are cochilie).